# ديوغو فاسكونسيلوس
ديوغو فاسكونسيلوس هو عالم حاسوب وسياسي برتغالي، ولد في 16 مايو 1968 في بورتو في البرتغال، وتوفي في 8 يوليو 2011 في لندن في المملكة المتحدة. نشط حزبياً في الحزب الديمقراطي الاجتماعي. في الدورة الانتخابية البرتغالية 2002 ‏، انتخب عضو مجلس الجمهورية ‏ عن دائرة الدائرة الانتخابية لبورتو ‏ وقد انضم خلال فترته النيابية ‏ للكتلة البرلمانية الحزب الديمقراطي الاجتماعي.